# Yvon Le Men
Pour les articles homonymes, voir Le Men.
Yvon Le Men (né en 1953 à Tréguier) est un poète et écrivain français. Son œuvre poétique comporte plus d'une soixantaine d'ouvrages.

## Biographie
Il publie son premier livre Vie (Pierre Jean Oswald) en 1974. 
À Lannion, il crée en 1992 des rencontres intitulées « Il fait un temps de poème ». Étonnant voyageur, il travaille au festival du même nom et de Saint-Malo à Bamako, de Sarajevo à São Paulo, il se fait le passeur des poètes et des écrivains.[style à revoir] En 1997, il y crée un espace poésie. De 2006 à 2008, il publie une chronique hebdomadaire dans le journal Ouest-France : « Le tour du monde en 80 poèmes ». Ses textes, livres ou anthologies, sont traduits dans une douzaine de langues.
Un choix de poèmes, Le jardin des tempêtes (2000), récapitule son œuvre poétique à laquelle viennent s’ajouter quatre récits et deux romans.
Par ailleurs, depuis de nombreuses années, il travaille dans les écoles avec les enfants, pour lesquels il a écrit Ouvrez la porte aux loups (Gallimard, 1994), Le loup et la lune (Rougerie, 2001) et Douze mois et toi (Milan, 2005).
Prix de poésie 2010 de l'Académie littéraire de Bretagne et des Pays de la Loire pour l'ensemble de son œuvre[réf. souhaitée].
Il est lauréat en 2012 du prix Théophile-Gautier de l'Académie française pour son recueil À louer chambre vide pour personne seule.
En 2014, il rencontre des problèmes avec Pôle emploi lorsque ce dernier remet en cause son statut d'intermittent du spectacle. Il publie à cette occasion le recueil En fin de droits. 
En 2019, il reçoit le prix Goncourt de la poésie.

## Publications

### Poésie
- En Espoir de cause, éd. Pierre Jean Oswald, 1975
- Dis, c'est comment la Terre ?, éd. L'Harmattan, 1976
- Vie, éd. L'Harmattan, 1977
- Le Pays derrière le chagrin, Gallimard, 1979
- La Nuit bleu marine, illustrations de Tanguy Dohollau, éd. Chant Manuel, 1984
- À l’entrée du jour, Flammarion, 1984
- Marna, éd. Artus, 1987
- Quand la rivière se souvient de la source, éd. Picollec, 1988
- Le Chemin de halage, éd. Ubacs, 1991
- L’Échappée blanche, éd. Rougerie, 1991
- Un Livre d'heures, photographies de Georges Dussaud, éd. Filigranes, 1992
- À l’entrée du jour, éd. Flammarion, 1994
- Ouvrez la porte au loup, Gallimard, 1994
- La Patience des pierres suivie de L'échappée blanche éd. Rougerie, 1995
- Fragments du royaume, conversation avec Michel Le Bris, éd. Paroles d'Aube, 1995
- Le Vitrail, photographies de Chantal Connan, éd. Filigranes, 1996
- Il fait un temps de poème, anthologies, éd. Filigranes, 1996
- Une Rose des vents, entretien avec Christian Bobin, Paroles d'Aube, 1997
- L’Écho de la lumière, éd. Rougerie, 1997
- L’Étoile polaire, éd. Paroles d'Aube, 1998
- Jean Malrieu, la parole donnée, avec Pierre Dhainaut, éd. Paroles d'Aube, 1998
- Le Trégor, éd. Apogée, 1999
- Nous sommes des enfants de vouloir des enfants, éd. La Part Commune, 1999
- Le Loup et la Lune, éd. Rougerie, 2001
- Le Jardin des tempêtes, (choix de poèmes), éd. Flammarion, 1971-1996 - 2000
- Chiens de vie, photographies de Georges Dussaud, Terre de brume, 2002
- Presque une île, sentiers douaniers en Bretagne, photographies de Georges Dussaud, éd. Ouest-France, 2004
- Un Carré d'Aube, éd. Rougerie, 2004
- Douze mois et toi, éd. Milan, 2005
- Lannion, éditions Apogée, 2005
- Toute vie finit dans la nuit, avec Claude Vigée, Parole et Silence, 2007
- Chambres d’écho, Rougerie, 2008
- Vingt ans, éd. La Passe du Vent, 2009
- Le Tour du monde en 80 poèmes, Flammarion, 2009
- Sous le signe d’Hélène Cadou, collectif. éditions du Traict, 2010
- Le Point J (illustrations Jeanne Frère), coédition Chant Manuel et Aedam Musicae, 2011
- À louer chambre vide pour personne seule, Rougerie, 2011
- Il fait un temps de poème, volume 2, Textes rassemblés et présentés par Yvon Le Men, Photographies de Francis Goeller, éd. Filigranes, 2013
- Sous le plafond des phrases, Éditions Bruno Doucey, 2013
- En fin de droits, dessins de Pef, Éditions Bruno Doucey, 2014
- Une île en terre, Éditions Bruno Doucey, 2015
- Les rumeurs de Babel, éditions Dialogues, 2016
- Le poids d’un nuage, Éditions Bruno Doucey, 2017
- Un cri fendu en mille, Éditions Bruno Doucey, 2018
- Aux marches de Bretagne, Éditions Dialogues, 2019
- Les mains de ma mère, illustré  par Simone Massi, Éditions Bruno Doucey, 2019
- La baie vitrée, Éditions Bruno Doucey, 2021
- Un poème est passé, Anthologie établie par Yvon Le Men et Thierry Renard, éd. La rumeur libre, 2021
- A perte de ciel, Éditions Bayard, 2021
- Les Épiphaniques[4],  Éditions Bruno Doucey, 2022
- Il fait un temps de poème,80 poètes par temps d'urgence,  volume 3 ,éd.La rumeur libre, 2023
- Les continents sont des radeaux perdus,  Editions Bruno Doucey, 2024

### Récits
- Le petit tailleur de short, éd. Flammarion, 1996
- La clé de la chapelle est au café d’en face, éd. Flammarion, 1997
- On est sérieux quand on a dix-sept ans, éd. Flammarion, 1999
- Besoin de poème, Le Seuil, 2006
- Mes demeures en Bretagne, Naïve, 2012
- La Bretagne sans permis,  Éditions Ouest-France, 2021

### Nouvelles
- Existence marginale mais ne trouble pas l'ordre public, éd. Flammarion, 2012

### Romans
- Elle était une fois, éd. Flammarion, 2003
- Si tu me quittes, je m’en vais, Flammarion, 2009

## Livres audio
- Éponyme, 1975, Névénoë
- Patrick Ewen, Gérard Delahaye et Yvon Le Men, Vers l’extrême nord du monde, chansons, contes et poésies, 1996, Kerig productions / Breizh
- La seule aventure, Kerig productions / Breizh

## Critique
- Roudot Paul-Henri : « Yvon le magnétique », revue Bretagnes n° 1, 1975, p. 50.
- Gillyboeuf Thierry : Yvon Le Men – Des hommes derrière les poèmes, Morlaix, Skol Vreizh, 2003.
- Pascal Rannou: Yvon Le Men, in La littérature bretonne de langue française, Yoran Embanner, 2020, p. 363-367.

## Prix et distinctions

### Prix littéraires
- 2019 : Prix Goncourt de la poésie pour l'ensemble de son œuvre

### Décorations
- Commandeur de l'ordre des Arts et des Lettres (2021)[5]

## Hommages
- À Lannion, d'où il est originaire, un jardin public, où jouait son père, a reçu son nom[6].